# 대니얼 리싱
대니얼 리싱(Daniel Lissing, 1981년 10월 4일 ~ )은 오스트레일리아의 배우이다.